# Jornal de Angola
Jornal de Angola — єдина щоденна газета в Анголі з часу здобуття країною незалежності в 1975 році.
Організація використовує канали ANGOP, Agence France-Presse, Reuters, EFE та Prensa Latina. Газета видається в Луанді видавництвом Edições Novembro. Крім друкованої газети, вона має інтернет-видання.